# Heiligenhafener Gestein
| ❮ | System          | Serie    | Stufe      | ≈ Alter (mya) |
| ❮ | später          | später   | später     | jünger        |
| - | --------------- | -------- | ---------- | ------------- |
| ❮ | P a l ä o g e n | Oligozän | Chattium   | 23,03 ⬍ 28,1  |
| ❮ | P a l ä o g e n | Oligozän | Rupelium   | 28,1 ⬍ 33,9   |
| ❮ | P a l ä o g e n | Eozän    | Priabonium | 33,9 ⬍ 38     |
| ❮ | P a l ä o g e n | Eozän    | Bartonium  | 38 ⬍ 41,3     |
| ❮ | P a l ä o g e n | Eozän    | Lutetium   | 41,3 ⬍ 47,8   |
| ❮ | P a l ä o g e n | Eozän    | Ypresium   | 47,8 ⬍ 56     |
| ❮ | P a l ä o g e n | Paläozän | Thanetium  | 56 ⬍ 59,2     |
| ❮ | P a l ä o g e n | Paläozän | Seelandium | 59,2 ⬍ 61,6   |
| ❮ | P a l ä o g e n | Paläozän | Danium     | 61,6 ⬍ 66     |
| ❮ | früher          | früher   | früher     | älter         |

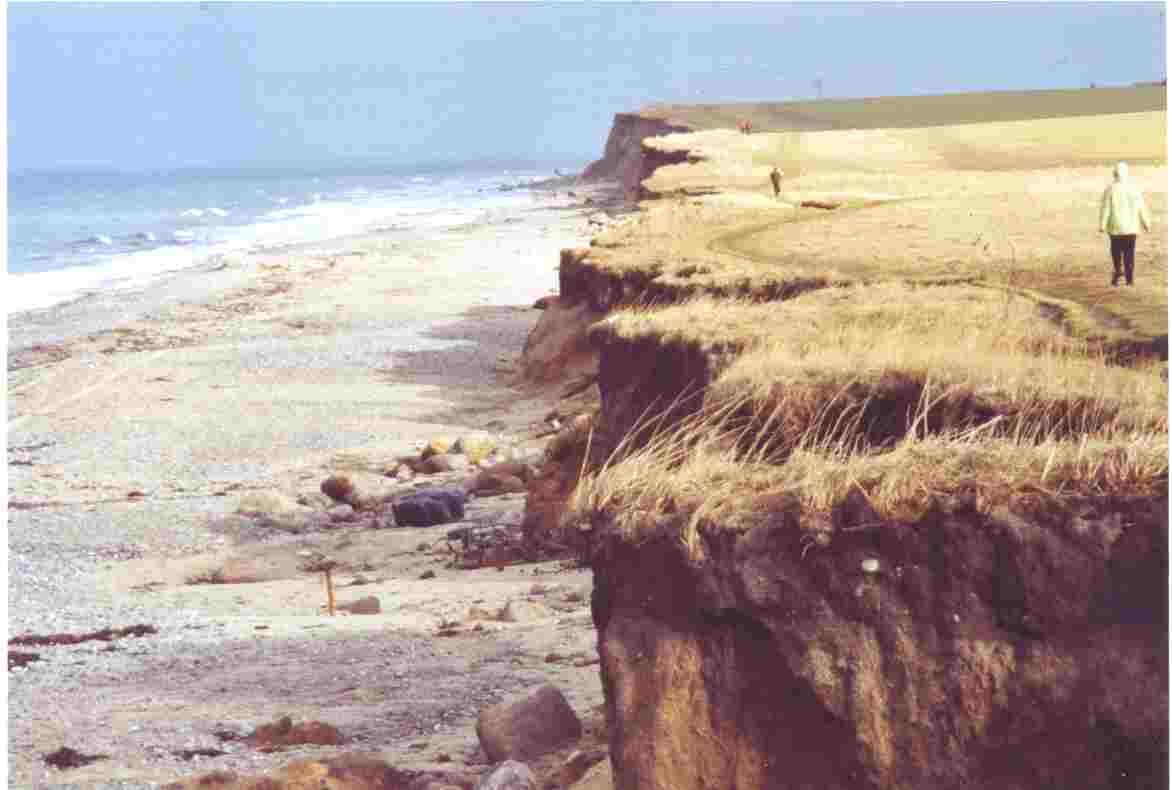
Heiligenhafener Kliff

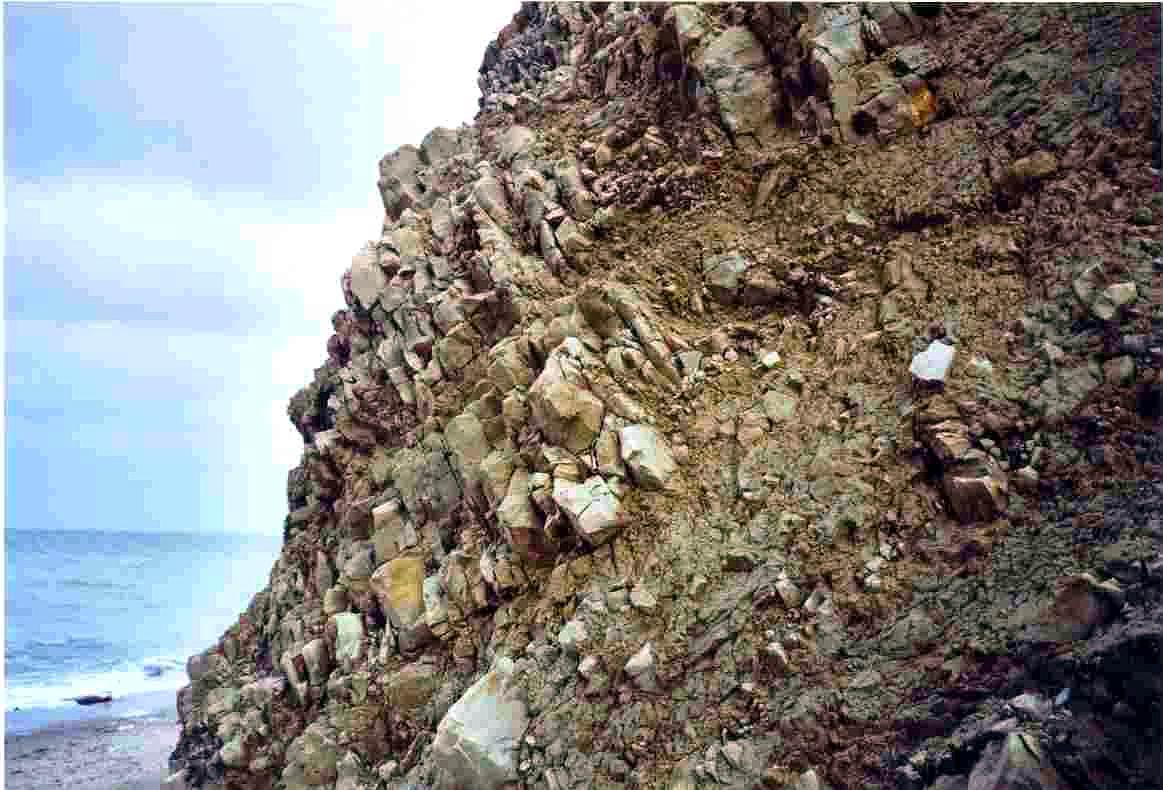
Scholle im Kliff mit Heiligenhafener Gestein; unten rechts im Bild Londonton.

Heiligenhafener Gestein (auch „Heiligenhafener Kieselgestein“) ist ein in Schleswig-Holstein vor allem in den südlichen Landesteilen lokal sehr häufig vorkommendes Geschiebe. Sein Name geht auf ein Schollen-Vorkommen in einem Kliff („Hohes Ufer“) nahe Heiligenhafen in der Hohwachter Bucht zurück. Ein gleichartiges Vorkommen in der Nähe von Kühlungsborn (Mecklenburg-Vorpommern) wird dort als „Scherbelstein“ bezeichnet.
Die grau-grünen, manchmal gelblichen Mergel- und Tonsteine weisen eine deutlich erkennbare Feinschichtung auf. Es handelt sich um Ablagerungen flacher Meeresgewässer aus dem mittleren Eozän (Lutetium). Es liegt allerdings eine glaziale Verschuppung vor, in der auch Obereozän nachgewiesen ist. Das Gestein ist mitunter reich an Schwammnadeln, Foraminiferen und Coccolithen. Größere Fossilien sind selten.
Durch seinen höheren Feinsandgehalt unterscheidet sich das Heiligenhafener Gestein von dem ebenfalls am Heiligenhafener Kliff und auf der nahen Insel Fehmarn (Katharinenhof) zu Tage tretenden untereozänen Londonton (Tarras). Etwa in der Mitte des Heiligenhafener Kliffs treten Heiligenhafener Gestein und Londonton nebeneinander auf. Das Heiligenhafener Gestein ist dort – im Gegensatz zu den mitunter sehr großen und festen Geschieben an anderen Orten – äußerst brüchig. Der Londonton tritt hingegen als zähe, plastische Masse auf.